# Alle gegen Draeger
Alle gegen Draeger war eine deutsche Spielshow, die von 2004 bis 2006 auf 9Live ausgestrahlt wurde. Im Jahr 2014 sendete der Internetfernsehsender Family TV neue Folgen. Die erste Ausgabe wurde am 5. März 2004 auf 9Live gesendet. Die Show dauerte bei 9Live zuerst rund 45, später 30 Minuten. Bei Family TV betrug die Länge der Sendungen mit Werbepausen etwa 60 Minuten. Moderiert wurde die Spielshow von Jörg Draeger. Das Konzept der Show war angelehnt an die erfolgreiche Spielshow Geh aufs Ganze, die ebenfalls von Jörg Draeger präsentiert wurde. 

## Das Spielprinzip
Es spielen sechs bis neun Kandidaten. In der Vorrunde spielt jeder Kandidat entweder alleine oder gemeinsam mit einem anderen Kandidaten gegen Jörg Draeger. Wenn der Kandidat einen Geldbetrag erspielen kann, darf er mit diesem in die nächste Runde gehen. In der Vorrunde werden verschiedene Spiele mit Würfeln, Spielkarten, Umschlägen, Halbkugeln und Goldbarren gespielt.
Nach der Vorrunde würfeln all jene Kandidaten, die es in die nächste Runde geschafft haben, mit einem Würfel und versuchen die vom Moderator vorgewürfelte Augenzahl genau zu treffen oder so nahe wie möglich an diese heranzukommen. Zwei Kandidaten qualifizieren sich schließlich für das Halbfinale und müssen noch einmal in einer Runde „Höher oder tiefer?“ gegeneinander antreten.
Im Finale versucht der übrig gebliebene Kandidat schließlich sein in der Vorrunde erspieltes Geld gegen Jörg Draeger ein letztes Mal zu verteidigen. Im Finale gilt es gegen Draeger als erstes zwei Runden „Höher oder tiefer?“ für sich zu entscheiden. Kann der Kandidat Jörg Draeger besiegen, darf er den Geldbetrag sein Eigen nennen.
Im Verlaufe einer Sendung versucht Jörg Draeger die Kandidaten zu verunsichern. Er versucht sie zum Umentscheiden zu bewegen und bietet ihnen zum Ausstieg Geld an. Alle Verlierer der Show erhalten als Trostpreis den „Ätsch“, ein rot-weißes Plüschtier.

## Neuauflage bei Family TV

Logo der Neuauflage bei Family TV

Im August 2013 wurde bekannt, dass der Fernsehsender Family TV ab 26. Januar 2014 eine Neuauflage der Show starten will. Von Januar bis Juni 2014 wurden insgesamt zehn Folgen ausgestrahlt. Die einstündigen Sendungen waren in unregelmäßigen Abständen am Sonntagabend um 20:15 Uhr zu sehen. Die erste Ausgabe der Neuauflage umfasste eine Länge von ca. zwei Stunden.
Das Spielprinzip der Show blieb bei Family TV erhalten. Als Assistentin von Jörg Draeger trat Simone Dericks auf. In der Neuauflage konnten die Kandidaten bis zu 3000 Euro gewinnen, die Niete der Show hieß nun „Nada“. Als Producer fungierte wie bereits bei 9Live Jo Morawietz, die Regie übernahm erneut Romy Schulz.
In der ersten Ausgabe der Neuauflage am 26. Januar 2014 spielten in der Vorrunde insgesamt zwölf Kandidaten gegen Jörg Draeger. Zu gewinnen gab es bis zu 4000 Euro. Kandidat Hannes erreichte das Finale und durfte sich über einen Gewinn in Höhe von 1500 Euro freuen. 
Am 7. und 8. Juni 2014 wurden die letzten beiden Ausgaben der Show bei Family TV ausgestrahlt. Nach der Ausstrahlung der zehnten Ausgabe gab Family TV bekannt, keine weiteren Folgen zu produzieren. Am 15. Juni 2014 wurde abschließend ein Best-Of gezeigt.